# Martin Haug (filolog)
Martin Haug, född den 30 juni 1827 i Ostdorf i Württemberg, död den 3 juni 1876 i Ragaz i Sankt Gallen i Schweiz, var en tysk indolog och iranist. 
Haug blev 1854 privatdocent i Bonn, flyttade 1856 till Heidelberg för att på kallelse av Bunsen delta i utarbetandet av dennes berömda bibelverk och var 1859-1866 professor i sanskrit vid Poona College i Indien.
Under en på brittiska regeringens uppdrag 1863 företagen vetenskaplig färd genom Gujarat samlade han en mängd dyrbara avesta-, pehlevi- och sanskritmanuskript. År 1868 blev Haug professor i sanskrit och jämförande språkvetenskap vid universitetet i München. 
Bland hans många skrifter kan nämnas Die fünf Gatha's, oder Sammlungen von Liedern und Sprüchen Zarathustras (1858-1862), Essays on the Sacred Language, Writings and Religion of the Parsees (1862), samt Aitareya brahmana of the Rigveda (1863).